# 演州守禦千戶所
演州守禦千戶所是明代的一個衛所。

## 沿革
- 永樂五年十一月丙寅，設交阯演州守禦千戶所[1]。
- 永樂十二年六月庚戌，置交阯演州守禦千戶所[2]。
- 永樂十二年九月丙子，置交阯演州守禦千戶所吏目[3]。
- 永樂十六年九月辛酉，演州守禦千戶所缺官，敕總兵官豐城侯李彬同兵部尚書陳洽、都督方政于清化、鎮夷、交州右三衛選多餘指揮千百戶調補[4]。
- 永樂十九年夏五月庚寅，議屯田分數，演州千戶所官軍全不屯田，土軍三分屯田、七分備徵調，屯軍每人歲徵稻穀十八石[5]。